# Stylocoronella riedli
Stylocoronella riedli is een neteldier uit de klasse Staurozoa. 
Het dier komt uit het geslacht Stylocoronella en behoort tot de familie Lucernariidae. Stylocoronella riedli werd in 1966 voor het eerst wetenschappelijk beschreven door Salvini-Plawen.